# Mauna perquisita
Mauna perquisita är en fjärilsart som beskrevs av Louis Beethoven Prout 1922. Mauna perquisita ingår i släktet Mauna och familjen mätare. Inga underarter finns listade i Catalogue of Life.